# 斯沃博德諾耶湖
斯沃博德诺耶湖（俄語：Озеро Свободное）或头场湖（日语：／）是萨哈林岛南部的牛轭湖状湖泊，北向约300米是圖奈恰湖，长2公里，宽1公里，面积2平方公里，集水面积42.1平方公里。日语名称来自于阿伊努语，意为“头湖”；俄语名称意为“自由”。